# Sphex gracilis
Sphex gracilis  (лат.) — вид роющих ос (Sphecidae). Австралия.

## Распространение
Австралия (Новый Южный Уэльс, Южная Австралия).

## Описание
Роющие осы крупного размера: длина тела около 2 см (18 — 25 мм). Основная окраска тела чёрная (жвалы и клипеус частично оранжево-красные). От сходных видов отличается сочетанием следующих признаков: отстоящие щетинки клипеуса одноцветные серебристо-белые,  метасома чёрная, поверхность наличника без морщинок. Скутеллюм плоский, жилки крыла оранжевые и коричневые. Предположительно, как и другие члены рода Sphex своих личинок выкармливают парализованными насекомыми (ловят прямокрылых насекомых) и гнездятся в земле. Вид был впервые описан в 2015 году немецкими энтомологами Т. Дорфелем (Thorleif H. Dörfel) и М. Олем (Michael Ohl, Museum für Naturkunde, Берлин, Германия).